# (4695) Mediolanum
(4695) Mediolanum es un asteroide perteneciente al cinturón de asteroides, descubierto el 7 de septiembre de 1985 por Henri Debehogne desde el Observatorio de La Silla, Chile.

## Designación y nombre
Designado provisionalmente como 1985 RU3. Fue nombrado Mediolanum en homenaje a “Mediolanum” nombre en latín de la ciudad de Milán, situada al norte de Italia. En el año 1861 G. V. Schiaparelli descubrió (69) Hesperia desde el Observatorio Astronómico de Brera.

## Características orbitales
Mediolanum está situado a una distancia media del Sol de 2,669 ua, pudiendo alejarse hasta 3,036 ua y acercarse hasta 2,301 ua. Su excentricidad es 0,137 y la inclinación orbital 12,54 grados. Emplea 1592 días en completar una órbita alrededor del Sol.

## Características físicas
La magnitud absoluta de Mediolanum es 11,9. Tiene 10,091 km de diámetro y su albedo se estima en 0,362.